# Каролин Виньо
Каролин Виньо (на френски: Caroline Vigneaux) е бивша адвокатка и секретарка на стажантската конференция. През 2009 г. става комик. 

## Биография
Каролин Виньо е родена на 27 януари 1975 г. в Нант, Франция. Баща ѝ е инженер, а майка ѝ терапевт. След като е изпратена от родителите си в частни католически институции, Каролин Виньо учи в университета Париж I Пантеон-Сорбона и получава бакалавърска степен по право и магистърска степен II „Застраховка и гражданска отговорност“. След това тя решава да вземе приемния изпит в училището за обучение на адвокати, за да практикува като адвокатка. През 2000 г. получава сертификата за правоспособност за адвокатска професия, полага клетва и става член на Парижката адвокатска колегия.

### Кариера като адвокат (2000 – 2007 г.)
- През 2001 г. фирмата за посредничество на „Granrut“ я наемат като съдействащ адвокат; тя остава там четири години.
- През 2004 г. Каролин Виньо е избрана за 11-и секретар на семинарната конференция след красноречивият конкурс на Парижката конференция.
- През 2005 г. се присъединява към американската фирма „Dewey & LeBoeuf“ и остава там две години.
- През 2006 г. тя е един от адвокатите, който се намеси в края на дебата за „L'Arène de France“ във Франция.
- През 2008 г. тя подава оставката си на партньорите на „Dewey & LeBoeuf“.

## Филмография
| Заглавие на филма      | Роля                        | IMDb          |
| ---------------------- | --------------------------- | ------------- |
| Без спирачки           | Джулия                      | IMDb Offcial  |
| On voulait tout casser | Ан-Мари                     | IMDb Official |
| Малки играчи           |                             | IMDb Official |
| Арена на Франция       | Себе си (1 епизод, 2006 г.) | IMDb Official |